# Amtsgericht Finstingen
Das Amtsgericht Finstingen war ein deutsches Amtsgericht mit Sitz in Finstingen in den Jahren 1879 bis 1918.

## Geschichte
Finstingen war Sitz eines französischen Friedensgerichts. Nach der Abtretung Elsass-Lothringens im Frieden von Frankfurt an das Deutsche Reich 1871 wurde die Gerichtsstruktur mit dem Gesetz, betreffend Abänderung der Gerichtsverfassung vom 14. Juli 1871 und der Ausführungsbestimmung hierzu vom gleichen Tag neu geregelt. Dabei wurden die Friedensgerichte beibehalten. Durch Verordnung des Reichskanzlers vom 7. August 1871 wurde das Friedensgericht Finstingen aufgehoben und sein Sprengel dem Friedensgericht Saarburg zugeordnet, später aber wieder eingerichtet.
Im Rahmen der Reichsjustizgesetze wurden 1879 die Friedensgerichte im Reichsland Elsass-Lothringen aufgehoben und Amtsgerichte gebildet. Das Amtsgericht Finstingen war dem Landgericht Zabern nachgeordnet.
Am Gericht bestand 1880 eine Richterstelle. Das Amtsgericht war ein kleines Amtsgericht im Landgerichtsbezirk.
Der Gerichtsbezirk umfasste 1895 den Kanton Finstingen mit 190 Quadratkilometern und 10.318 Einwohnern und 21 Gemeinden.
Nach der Abtretung Elsass-Lothringens an Frankreich nach dem Ersten Weltkrieg wurde das Amtsgericht Finstingen als „Tribunal cantonal Fénétrange“ weitergeführt. Im Zweiten Weltkrieg wurde 1940 von der deutschen Besatzungsmacht die vorgefundene Gerichtsstruktur unter Verwendung deutscher Ortsnamen und Behördenbezeichnungen, hier also wieder als Amtsgericht Finstingen, fortgeführt. Es war nun aber dem Landgericht Saargemünd nachgeordnet.